# Ellipteroides (Progonomyia) pleurolineatus
Ellipteroides (Progonomyia) pleurolineatus is een tweevleugelige uit de familie steltmuggen (Limoniidae). De soort komt voor in het Neotropisch gebied.